# 갈고 에스파뇰

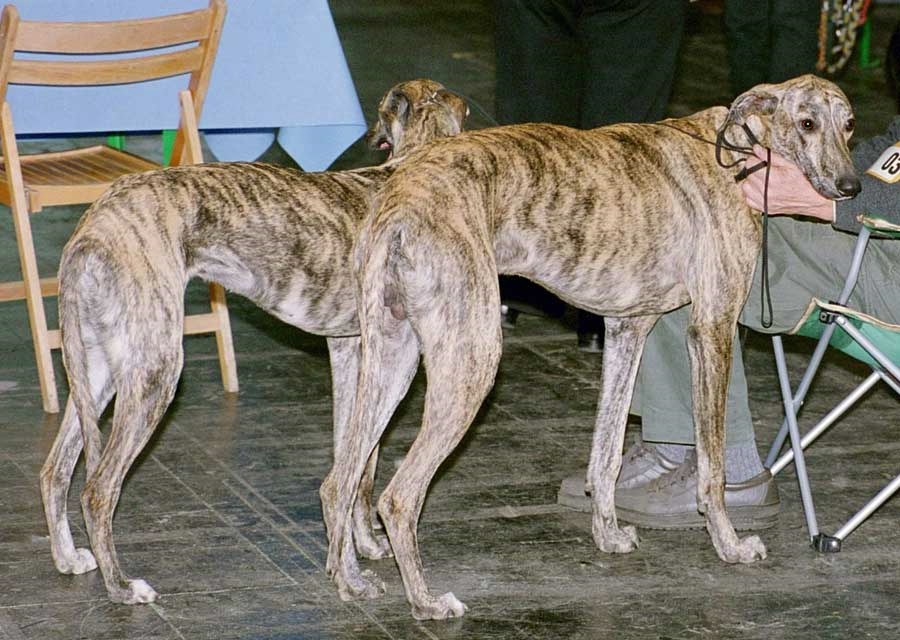

갈고 에스파뇰(Galgo Español) 또는 스패니시 그레이하운드(Spanish Greyhound) 또는 스페인산 그레이하운드는 고대 개 품종으로, 특히 시각 수렵견과에 속한다. 잉글리시 그레이하운드는 스패니시 그레이하운드의 후손일 가능성이 있으며, 20세기 몇 년 동안 일부 사육자들은 특히 트랙 경주 목적으로 더 빠르고 더 강력한 갈고를 생산하기 위해 갈고와 그레이하운드를 교배했다.